# Paectes stigmatias
Paectes stigmatias är en fjärilsart som beskrevs av Paul Dognin 1914. Paectes stigmatias ingår i släktet Paectes och familjen nattflyn. Inga underarter finns listade i Catalogue of Life.